# PHP Data Objects
PDO (PHP Data Objects) is een relationele database-adapter voor PHP om een interface te bieden naar MySQL-databases. Het vervangt de verouderde MySQL-adapter die vanaf PHP6 niet meer ondersteund wordt. Vanaf MySQL Server 4.1.3 wordt aangeraden om PDO of MySQLi te gebruiken in plaats van de verouderde MySQL-adapter.

## Wijzigingen
PDO heeft enkele belangrijke wijzigingen tegenover de oude MySQL-implementatie, waaronder:
- Ondersteuning voor prepared statements (STMT) en multiple statements
- Transacties worden ondersteund
- Verbeterde debugmogelijkheden
- Meer mogelijkheden